# Placówka Straży Celnej „Miedzichowo”

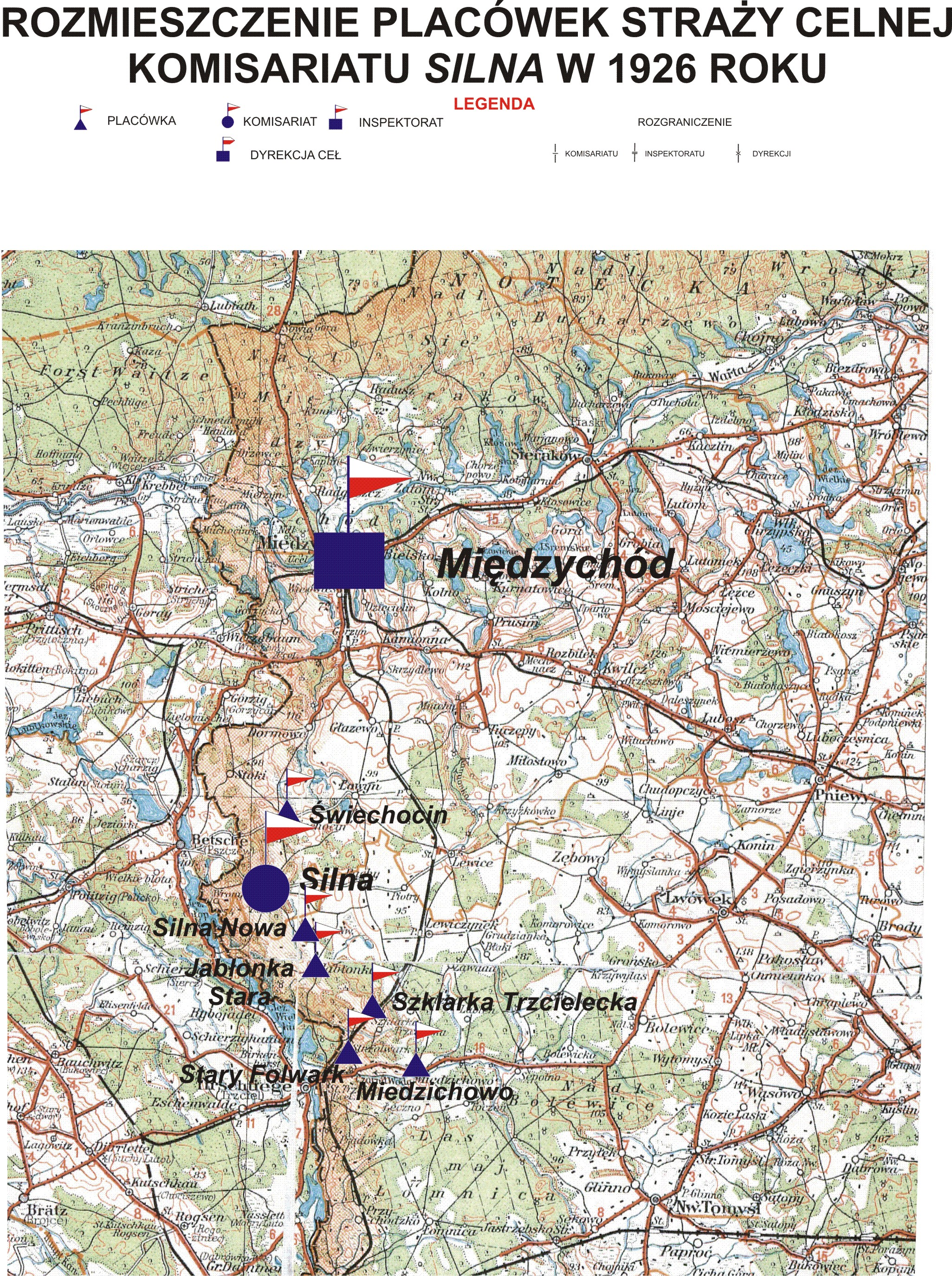
Rozmieszczenie placówek Straży Celnej Komisariatu Silna w 1926

Placówka Straży Celnej „Miedzichowo” – jednostka organizacyjna Straży Celnej pełniąca w okresie międzywojennym służbę ochronną na granicy polsko-niemieckiej.

## Formowanie i zmiany organizacyjne
Na wniosek Ministerstwa Skarbu, uchwałą z 10 marca 1920 roku, powołano do życia Straż Celną. Od połowy 1921 roku jednostki Straży Celnej rozpoczęły przejmowanie odcinków granicy od pododdziałów Batalionów Celnych. Proces tworzenia Straży Celnej trwał do końca 1922 roku. Placówka Straży Celnej „Miedzichowo” weszła w podporządkowanie komisariatu Straży Celnej „Silna” z Inspektoratu SC „Międzychód”.
W drugiej połowie 1927 roku przystąpiono do gruntownej reorganizacji Straży Celnej. W praktyce skutkowało to rozwiązaniem tej formacji granicznej. Ochronę północnej, zachodniej i południowej granicy państwa przejęła powołana z dniem 2 kwietnia 1928 roku Straż Graniczna. W strukturach nowo powstałej formacji placówki „Miedzichowo” nie odtworzono.

## Funkcjonariusze placówki
Kierownicy placówki
| stopień    | imię i nazwisko, numer | okres pełnienia służby | kolejne stanowisko |
| ---------- | ---------------------- | ---------------------- | ------------------ |
| przodownik | Józef Śroń (208)       | był w 1926             |                    |

Obsada personalna placówki w 1926:
- przodownik Józef Śroń (208)
- starszy strażnik Władysław Woźniak (149)
- strażnik Jan Krzyżostniak (82)
- strażnik Józef Peler (146)
- strażnik Franciszek Kopelak (387)
- strażnik Ignacy Wosielewski (3104)